# Hemmeslövsstrand

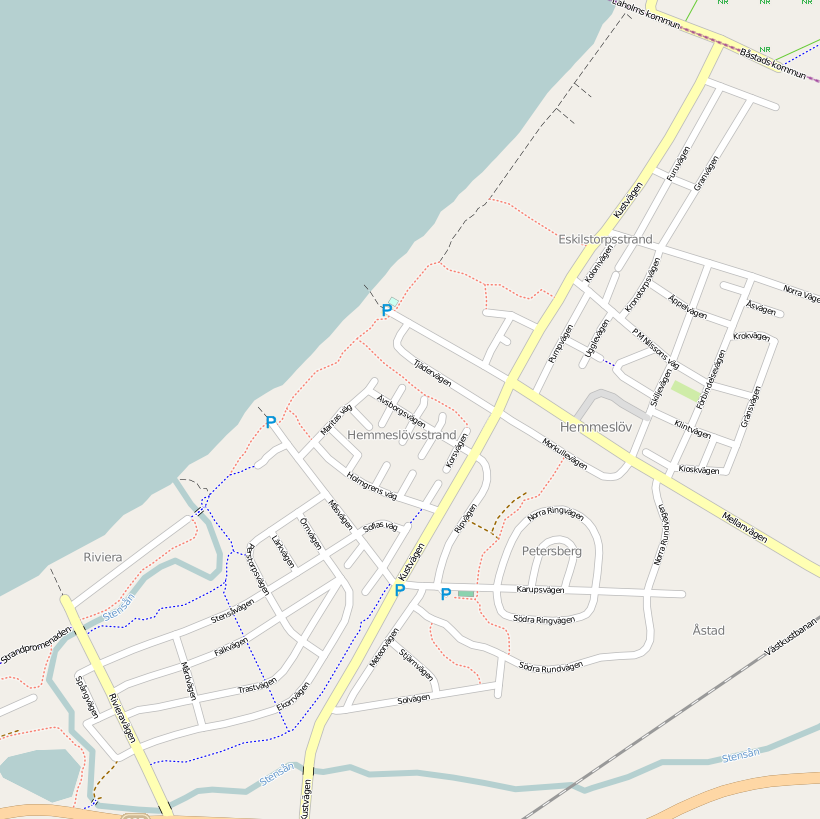
Hemmeslövsstrands orientering i Hemmeslövsområdet

Hemmeslövsstrand är en del av tätorten Båstad i Hemmeslövsområdet belägen i Östra Karups distrikt (Östra Karups socken) i landskapet Halland.  I Hemmeslövsstrand mynnar Stensån. Norr om Hemmeslövsstrand ligger Eskilstorpsstrand, i öster Petersberg och i sydväst Riviera.

## Stranden
Stranden som helhet sträcker sig från Stensåns mynning i söder till Halmstad i norr. Den uppges vara den längsta sammanhängande sandstranden i Sverige. Stranden är en bred, mjuk sandstrand och långgrund. I anknytning till strandens sydliga del ligger Villa Sommarlek, som förklarats som byggnadsminne. 